# Orange (manga)
Orange (jap. オレンジ Orenji) – manga napisana i ilustrowana przez Ichigo Takano kierowana zarówno do młodszych jak i starszych czytelników. Kolejne rozdziały mangi wydawane były w czasopiśmie Bessatsu Margaret, lecz później mangę przeniesiono do czasopisma Monthly Action.
W 2015 roku na podstawie mangi powstał film live-action. W 2016 roku manga została natomiast zekranizowana w formie serii anime.
Od 25 marca 2016 roku w czasopiśmie Monthly Action ukazuje się spin-off mangi.
18 grudnia 2016 roku miał swoją premierę także animowany film pełnometrażowy, zatytułowany Orange -Mirai- (jap. orange -未来-).

## Fabuła
Mieszkająca w Matsumoto licealistka Naho Takamiya, pierwszego dnia nauki na drugim roku otrzymuje list z przyszłości od samej siebie za 10 lat. W liście tym Naho prosi samą siebie, by zapobiegła sytuacjom, których najbardziej żałuje. Wszystko ma związek z nowym uczniem o imieniu Kakeru Naruse, który przenosi się z Tokio do jej szkoły. Początkowo jest sceptyczna, ale zauważa, że listy dokładnie przepowiadają następujące po kolei wydarzenia. W liście Naho prosi, by nie zapraszali Kakeru na poszkolne wyjście na miasto pierwszego dnia szkoły, co jednak zarówno Naho jak i jej przyjaciele ignorują. W rezultacie Kakeru nie pojawia się w szkole przez następne dwa tygodnie.
By zapobiec popełnianiu kolejnych błędów, Naho decyduje się na dokładne wypełnianie próśb umieszczonych w listach, takich jak zgłoszenie się na ochotnika w czasie gry w softballa, zachęcenie Kakeru do wstąpienia do szkolnego klubu piłki nożnej, sprzeciwienie się jego związkowi z koleżanką z roku wyżej, czy naciskanie na oglądanie fajerwerków tylko we dwoje. Naho wkrótce dowiaduje się z listów, że Kakeru w Walentynki popełni samobójstwo.
W dniu zmarłych, Kakeru wyjaśnia Naho powód swej nieobecności na początku roku szkolnego – pierwszego dnia szkoły jego matka miała załamanie nerwowe i popełniła samobójstwo. To sprawia, że Naho czuje się częściowo odpowiedzialna za jej śmierć. Wkrótce także Suwa wyznaje Naho, że również otrzymał list od siebie z przyszłości, w którym prosi sam siebie, by wspierał Kakeru i uchronił go od śmierci. Suwa ukrywa fakt, że on i Naho są w przyszłości małżeństwem i mają dziecko, jako że zdaje sobie sprawę z jej uczuć do Kakeru. Wkrótce także pozostali z paczki przyjaciół wyjawiają, że otrzymali podobny listy. Wszyscy zgadzają się, że choć może nie odwróci to sytuacji z ich przyszłości, ale być może uda im się stworzyć alternatywną linię rzeczywistości, w której Kakeru będzie żywy.
By wesprzeć Kakeru piątka przyjaciół organizuje przyjęcie z okazji jego 17 urodzin, na których Kakeru wyznaje Naho swoje uczucia. Podobnie pomagają mu wygrać bieg zespołowy. Jednakże w wigilię Bożego Narodzenia Naho i Kakeru kłócą się i w następstwie oddalają się od siebie przez kolejne dni. W dniu w którym według listów Kakeru ma popełnić samobójstwo, Naho decyduje się na wyznanie swoich uczuć Kakeru i prosi go by powiedział jej, jeśliby myślał o samobójstwie.
Tej samej nocy, gdy przyjaciele spotykają się razem Kakeru nie zjawia się na czas. Cała piątka rozpoczyna desperackie poszukiwania i udaje im się powstrzymać go przed zderzeniem się z ciężarówką. Kakeru przeprasza swych przyjaciół i wyznaje, że od jakiegoś czasu już myślał o samobójstwie, jednak w ostatniej chwili zrezygnował, ponieważ zrozumiał, że gdyby to zrobił to już nigdy nie spotkałby się ze swoimi przyjaciółmi.

## Postaci
- Naho Takamiya (jap. 高宮菜穂 Takamiya Naho)

Seiyū: Kana Hanazawa 
- Kakeru Naruse (jap. 成瀬翔 Naruse Kakeru)

Seiyū: Seiichirō Yamashita 
- Hiroto Suwa (jap. 須和弘人 Suwa Hiroto)

Seiyū: Makoto Furukawa 
- Takako Chino (jap. 茅野貴子 Chino Takako)

Seiyū: Rika Kinugawa 
- Saku Hagita (jap. 萩田朔 Hagita Saku)

Seiyū: Kazuyuki Okitsu 
- Azusa Murasaka (jap. 村坂あずさ Murasaka Azusa)

Seiyū: Natsumi Takamori 
- Rio Ueda (jap. 上田莉緒 Ueda Rio)

Seiyū: Ayane Sakura 

## Manga
Manga została napisana i zilustrowana przez Ichigo Takano. Od 2012 roku ukazywała się ona w magazynie Bessatsu Margaret wydawnictwa Shūeisha. W 2013 roku jednak wydawanie kolejnych rozdziałów zostało przeniesione do magazynu Monthly Action wydawnictwa Futabasha. Pierwsze dwa tankōbony zostały wydane przez wydawnictwo Shūeisha. Po zmianie wydawcy, Futabasha wydała ponownie oba tomy. Ostatni rozdział mangi ukazał się 25 sierpnia 2015 roku, natomiast ostatni tankōbon wydano 12 listopada 2015 roku.
Manga była nominowana do nagrody głównej na 20. ceremonii przyznania nagrody kulturalnej im. Osamu Tezuki. W 2017 roku manga była nominowana do Nagrody Eisnera w kategorii najlepsze amerykańskie wydanie materiału międzynarodowego - Azja.
W Polsce seria ta została wydana przez Waneko.
W 2015 roku manga Orange została sprzedana w Japonii w 2 321 095 egzemplarzach – była 24. najchętniej kupowaną serią w kraju. W 2016 roku została sprzedana w Japonii w 1 809 055 egzemplarzach – była 28. najchętniej kupowaną serią w kraju.
| Nr | Język japoński                                           | Język japoński                                                            | Język polski     | Język polski           |
| Nr | Data wydania                                             | ISBN                                                                      | Data wydania     | ISBN                   |
| -- | -------------------------------------------------------- | ------------------------------------------------------------------------- | ---------------- | ---------------------- |
| 1  | 25 lipca 2012 (Shūeisha) 25 grudnia 2013 (Futabasha)     | ISBN 978-4-08-846804-4 (Shūeisha)<br />ISBN 978-4-575-84323-1 (Futabasha) | 3 listopada 2014 | ISBN 978-83-64508-65-3 |
| 2  | 22 listopada 2012 (Shūeisha) 25 grudnia 2013 (Futabasha) | ISBN 978-4-08-846861-7 (Shūeisha)<br />ISBN 978-4-575-84324-8 (Futabasha) | 5 stycznia 2015  | ISBN 978-83-64508-66-0 |
| 3  | 22 sierpnia 2014                                         | ISBN 978-4-575-84470-2                                                    | 3 marca 2015     | ISBN 978-83-64508-67-7 |
| 4  | 20 lutego 2015                                           | ISBN 978-4-575-84575-4                                                    | 4 maja 2015      | ISBN 978-83-64891-88-5 |
| 5  | 12 listopada 2015                                        | ISBN 978-4-575-84709-3                                                    | 10 lutego 2016   | ISBN 978-83-8096-001-5 |

W marcowym numerze magazynu Monthly Action, który został wydany 25 lutego 2016 roku, ukazał się także napisany przez tę samą autorkę dodatkowy one-shot powiązany z mangą.
Powstał także spin-off mangi, zatytułowany Sorigerisu (jap. ソリゲリス), której autorem jest Matsupon. Pierwszy rozdział spin-offu ukazał się w magazynie Monthly Action 25 marca 2016 roku.
Ichigo Takano narysowała także dwuczęściowy spin-off, zatytułowany Orange -Suwa Hiroto-, opowiadający o życiu Suwy z pierwszej linii czasowej. Pierwsza część ukazała się w listopadowym numerze magazynu, który został wydany 25 października 2016 roku. Oprócz tego powstała mangowa adaptacja animowanego filmu pełnometrażowego (zatytułowanego Orange -Mirai- (jap. orange-未来-)), również opowiadającego historię z punktu widzenia Suwy, która ukazała się 25 stycznia 2017 roku w magazynie Monthly Action.
Kolejny rozdział mangi z serii Orange ukazał się w magazynie Gekkan Action 25 maja 2017 roku. 18 lipca 2021 ukazał się kolejny rozdział mangi; główną bohaterką rozdziału jest Azusa.
Za pośrednictwem swojego konta na Twitterze Ichigo Takano ogłosiła, że zostanie wydany jeszcze siódmy tom mangi, który to będzie ostatnim.
| Nr | Język japoński   | Język japoński         | Język polski        | Język polski           |
| Nr | Data wydania     | ISBN                   | Data wydania        | ISBN                   |
| --- | ---------------- | ---------------------- | ------------------- | ---------------------- |
| 6 | 31 maja 2017     | ISBN 978-4-575-84987-5 | 2 października 2017 | ISBN 978-83-8096-311-5 |
| Zawiera rozdziały Orange -Mirai- (jap. orange-未来-) oraz Orange -Suwa Hiroto- (jap. orange-須和弘人-) |                  |                        |                     |                        |
| 7 | 12 kwietnia 2022 | ISBN 978-4-575-85705-4 | 21 listopada 2022   | ISBN 978-83-8242-367-9 |

Szósty tom mangi został sprzedany w 349 521 kopiach w ciągu 5 tygodni od premiery.

## Live action
Na podstawie mangi powstała adaptacja w formie kinowego filmu pełnometrażowego z udziałem aktorów. Film miał swoją premierę w Japonii 12 grudnia 2015 roku. Film wyreżyserował Kojiro Hashimoto, natomiast scenariusz napisała Arisa Kaneko.
Motywem przewodnim filmu jest utwór „Mirai” (jap. 未来) autorstwa Kobukuro. 16 grudnia 2015 został on wydany jako singiel i zajął 4 miejsce na listach sprzedaży Oriconu.

### Obsada filmu
- Tao Tsuchiya jako Naho Takamiya[34]
- Kento Yamazaki jako Kakeru Naruse[34]
- Ryo Ryusei jako Hiroto Suwa[34]
- Hirona Yamazaki jako Takako Chino[34]
- Dori Sakurada jako Saku Hagita[34]
- Kurumi Shimizu jako Azusa Murasaka[34]
- Erina Mano jako Rio Ueda[34]
- Shingo Tsurumi jako Kōji Nakano (jap. 中野 幸路 Nakano Kōji)[34]
- Yoko Moriguchi jako Miyu Naruse (jap. 成瀬 美由 Naruse Miyu)[34]
- Reiko Kusamura jako Hatsuno Naruse (jap. 成瀬 初乃 Naruse Hatsuno)[34]

## Anime
Adaptacja mangi w formie anime została wyprodukowana przez TMS Entertainment oraz Telecom Animation Film. Reżyserem był Hiroshi Hamasaki, scenariusz został napisany przez Yūko Kakiharę, natomiast Hiroaki Tsutsumi napisał muzykę do serialu. Seria miała swoją premierę jednocześnie na kanale Tokyo MX, AT-X, BS11 oraz TV Aichi.
Czołówką serii jest utwór „Hikari no hahen” (jap. 光の破片) autorstwa Yu Takahashi, natomiast endingiem jest utwór „Mirai” (jap. 未来) autorstwa Kobukuro, który służył poprzednio także jako piosenka przewodnia filmu live-action. Utwór „Hikari no hahen” został wydany jako maxi-singiel 31 sierpnia 2016 roku.
| N/o | Tytuł odcinka                            | Reżyser                         | Scenarzysta     | Premiera         |
| --- | ---------------------------------------- | ------------------------------- | --------------- | ---------------- |
| 1   | Letter01 Tegami01 (手紙01)               | Kazuhiro Ozawa                  | Yūko Kakihara   | 4 lipca 2016     |
| 2   | Letter02 Tegami02 (手紙02)               | Takayuki Kuriyama               | Yūko Kakihara   | 11 lipca 2016    |
| 3   | Letter03 Tegami03 (手紙03)               | Taku Yamada                     | Mariko Kunisawa | 18 lipca 2016    |
| 4   | Letter04 Tegami04 (手紙04)               | Takanori Yano                   | Ayumu Hisao     | 25 lipca 2016    |
| 5   | Letter05 Tegami05 (手紙05)               | Nobukage Kimura                 | Yūko Kakihara   | 1 sierpnia 2016  |
| 6   | Letter06 Tegami06 (手紙06)               | Taku Yamada                     | Mariko Kunisawa | 8 sierpnia 2016  |
| 7   | Letter07 Tegami07 (手紙07)               | Satonobu Kikuchi                | Ayumu Hisao     | 15 sierpnia 2016 |
| 8   | Letter08 Tegami08 (手紙08)               | Ryûta Kawahara Takahiko Kyōgoku | Yūko Kakihara   | 22 sierpnia 2016 |
| 9   | Letter09 Tegami09 (手紙09)               | Hideki Tonokatsu Keiko Oyamada  | Mariko Kunisawa | 29 sierpnia 2016 |
| 10  | Letter10 Tegami10 (手紙10)               | Takanori Yano                   | Ayumu Hisao     | 4 września 2016  |
| 11  | Letter11 Tegami11 (手紙11)               | Hideki Tonokatsu                | Mariko Kunisawa | 11 września 2016 |
| 12  | Letter12 Tegami 12 (手紙12)              | Nobuo Tomizawa                  | Ayumu Hisao     | 18 września 2016 |
| 13  | Last Letter Saigo no tegami (最後の手紙) | Keiko Oyamada                   | Yūko Kakihara   | 25 września 2016 |

### Film animowany
Powstał także pełnometrażowy film animowany, zatytułowany Orange -Mirai- (jap. オレンジ -未来- Orenji -Mirai-). Jego kinowa premiera odbyła się w kinach 18 listopada 2016 roku w Japonii.